# Tricondyla mellyi
Tricondyla mellyi – gatunek chrząszcza z rodziny biegaczowatych, podrodziny trzyszczowatych i plemienia Collyridini.

## Opis
Biegaczowaty ten posiada duże ciało, długości od 18 do 23 mm, ubarwione czarno z lekkim połyskiem. Przedplecze długie, gładkie, mniej łagodnie zwężające się z przodu. Pokrywy regularnie rozszerzone, silnie urzeźbione pośrodku i silnie punktowane na wierzchołkach. Uda czerwone, a golenie i stopy ciemnobrązowe.

## Występowanie
Gatunek ten występuje w indyjskim Assamie, Birmie, Laosie, północnej Tajlandii, północnym Wietnamie oraz Tybecie i Junnanie w Chinach.